# Cycas nathorstii
Cycas nathorstii es una especie de Cycadopsida del género Cycas, de la familia Cycadaceae, del orden Cycadales.

## Distribución
Cycas nathorstii se distribuye por India (Tamil Nadu) y el norte de Sri Lanka.

## Taxonomía
Fue descrita científicamente por el botánico alemán Julius Schuster. Fue publicado por primera vez en Das Pflanzenreich 99: 76, fig. 10e. en 1932.